# Tasnim News Agency

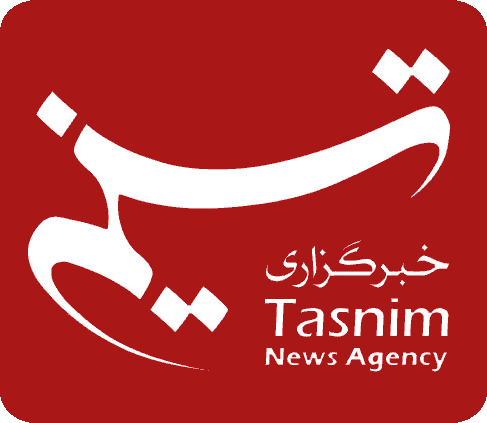
Logo

Die Tasnim News Agency (persisch خبرگزاری تسنیم) ist eine Nachrichtenagentur im Iran. Der Vorsitzende ist Majid Gholizadeh und ihre Dachorganisation lautet Islamic Ideology Dissemination Organization (IIDO), wo auch Mehr News eingegliedert ist. Tasnim wurde am 12. November 2012 offiziell gegründet. Der ehemalige Außenminister Ali Akbar Velayati und der damalige Minister der Kultur Mohammad Hosseini waren bei der Eröffnungszeremonie dabei. Wie die staatliche Nachrichtenagentur Islamic Republic News Agency (IRNA) unterliegt sie der staatlichen Kontrolle, wobei hinter Tasnim die radikal-islamischen iranischen Revolutionsgarden (IRGC), also Irans Tiefer Staat, stehen sollen.

## Profil
Das erklärte Ziel der Nachrichtenagentur ist laut Eigendarstellung, „die Islamische Revolution gegen negative Medienpropaganda zu schützen und den Lesern reale Informationen zum Iran und dem Islam zur Verfügung zu stellen.“
Seit 2014 hat Tasnim ihr Hauptbüro in der iranischen Hauptstadt Teheran. Ihre Reporter sind heute im gesamten Land beschäftigt.
Tasnims Dachorganisation IIDO wurde per Dekret 1981 gegründet, um für die Ideologie des Islams zu werben.

## Tasnim English News
Tasnim unterhält ein englisches Büro mit Englisch sowie Persisch sprechenden Journalisten, welche Übersetzungen von hauseigenen Artikeln durchführen.

Besuch von Hodschatoleslam Gholamhossein Mohseni-Esche'i bei der Nachrichtenagentur Tasnim in Teheran 2018

## Antisemitismusvorwurf
Berichte der pro-israelischen US-Anti-Defamation League (ADL) vom April 2020 und der Terroropfer-Vereinigung Canadian Coalition Against Terror (C-CAT) vom Juli 2020 weisen darauf hin, dass iranische Quellen inklusive Tasnim Verschwörungstheorien zur weltweiten COVID-19-Pandemie verbreiten. Demnach nutzen Israel bzw. die Juden als Ethnie und die USA das Coronavirus für ihr angebliches Ziel, die Weltherrschaft zu erlangen. Dies deutet auf einen klassisch rassistischen Gedanken hin, den der Propagandaapparat aufgreift und für seine Zwecke nutzt, auch im Hinblick auf das stark vom Virus gebeultete Land. Tasnim nannte das COVID-19-Virus laut der ADL und C-CAT ein amerikanisches Forschungsprojekt bei Stanford [Stanford-Universität], welches „wahrscheinlich“ von Bahais, die insgeheim Juden wären, durchgeführt werde. Die iranischen Revolutionsgarden hatten sich zuvor ähnlich über das Coronavirus geäußert, es als „eine zionistisch-biologische Terrorattacke“ bezeichnet und mehrfach mit der Zerstörung Israels gedroht.

## Alternative Logos

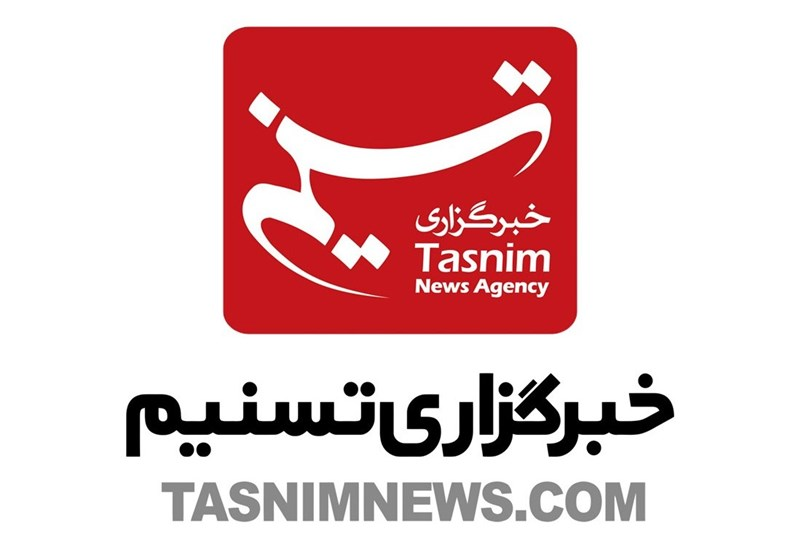
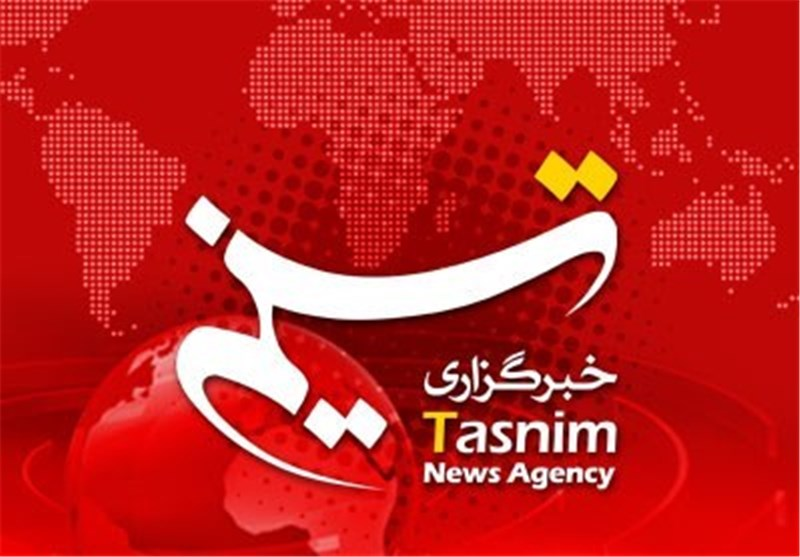
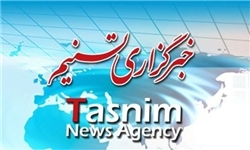
Altes Logo

## Sonstiges
Der Tasnim-Journalist Milad Hojjatoleslami starb auf dem Germanwings-Flug 9525 im März 2015. Damals lenkte der Co-Pilot die Maschine vorsätzlich in die Französischen Alpen. Am 2. September 2021 lag die Internetpräsenz der Nachrichtenagentur laut Alexa Internet auf Platz 1604 der globalen Seitenabrufe. Sämtliche Inhalte der Homepage sind als Creative Commons lizenziert. Das Hauptquartier befindet sich in der Mirzaye Shirazi Straße, 12. Chaussee, Nummer 2 in Teheran.